# Pascal Richard
Pascal Richard (Vevey, Vaud, 16 de març de 1964) és un ciclista suís, ja retirat, que fou professional entre el 1986 i el 2000. Durant aquests anys aconseguí més de 60 victòries, destacant quatre etapes al Giro d'Itàlia, dues al Tour de França, dos Campionats de Suïssa en ruta, la Volta a Llombardia de 1993 i la Lieja-Bastogne-Lieja de 1996.
El 1996 va guanyar la medalla d'or de la prova en ruta del Jocs Olímpics d'Atlanta.

## Palmarès
- 1985
  - 1r al Gran Premi Guillem Tell
- 1986
  -  Campió de Suïssa de muntanya
  - Vencedor d'una etapa de la Volta a Astúries
- 1987
  -  Campió de Suïssa de muntanya
- 1988
  -  Campió del món de ciclocròs
- 1989
  -  Campió de Suïssa en ruta
  -  Campió de Suïssa de muntanya
  - Vencedor d'una etapa del Tour de França
- 1990
  - 1r al Tre Valli Varesine
- 1991
  -  Campió de Suïssa de muntanya
  - 1r al Trofeu Laigueglia
  - Vencedor de 2 etapes del Tour de Romandia
  - Vencedor d'una etapa de la Tirrena-Adriàtica
- 1993
  -  Campió de Suïssa en ruta
  - 1r a la Volta a Llombardia
  - 1r al Tour de Romandia i vencedor de 2 etapes
  - 1r al Giro del Lazio
  - 1r al Giro della Romagna
  - 1r al Trofeo dello Scalatore i vencedor de dos proves
  - Vencedor d'una etapa del Critèrium Internacional
- 1994
  - 1r al Tour de Romandia i vencedor de 2 etapes
  - 1r a la Volta a Suïssa i vencedor d'una etapa
  - 1r al Grosser Preis des Kantons Aargau
  - Vencedor d'una etapa del Giro d'Itàlia i  1r del Gran Premi de la Muntanya
  - Vencedor d'una etapa de la París-Niça
- 1995
  - 1r al Giro del Lazio
  - 1r al Giro della Provincia di Reggio Calabria
  - 1r al Grosser Preis des Kantons Aargau
  - 1r al Trofeu Melinda
  - Vencedor de 2 etapes del Giro d'Itàlia
  - Vencedor d'una etapa de la París-Niça
- 1996
  -  Or a la prova en ruta dels Jocs Olímpics de Los Angeles
  - 1r a la Lieja-Bastogne-Lieja
  - Vencedor d'una etapa del Giro d'Itàlia
  - Vencedor d'una etapa del Tour de França
- 1999
  - 1r al Critèrium dels Abruços
  - Vencedor d'una etapa de la Volta a Suïssa

### Resultats al Giro d'Itàlia
- 1992. 56è de la classificació general
- 1994. 15è de la classificació general. Vencedor d'una etapa.  1r del Gran Premi de la Muntanya
- 1995. 13è de la classificació general. Vencedor de 2 etapes
- 1996. Abandona. Vencedor d'una etapa
- 1999. 55è de la classificació general

### Resultats al Tour de França
- 1988. Abandona (3a etapa)
- 1989. 23è de la classificació general. Vencedor d'una etapa
- 1990. Abandona (14a etapa)
- 1991. 49è de la classificació general
- 1992. Abandona (5a etapa)
- 1996. 47è de la classificació general. Vencedor d'una etapa

### Resultats a la Volta a Espanya
- 1997. 34è de la classificació general
- 1998. 92è de la classificació general